# غاري هافلوك
غاري هافلوك (بالإنجليزية: Gary Havelock)‏ هو متسابق دراجات نارية بريطاني، ولد في 4 نوفمبر 1968 في ميدلزبرة في المملكة المتحدة.

## وصلات خارجية
- الموقع الرسمي